# Schlaneid
Schlaneid (italienisch Salonetto) ist eine Fraktion der Gemeinde Mölten in Südtirol (Italien). Der Ortsteil liegt auf 1150 m s.l.m. und hat 339 Einwohner. Schlaneid liegt knapp zwei Kilometer südwestlich des Kernorts Mölten hoch über dem Etschtal am Tschögglberg. Aus dem Tal ist Schlaneid einerseits über eine kurvenreiche Straße via Terlan und Mölten zu erreichen, andererseits auch durch die Seilbahn Mölten von Vilpian herauf.

## Geschichte
Der Name ist erstmals im 1288 abgefassten landesfürstlichen Gesamturbar von Graf Meinhard II. von Tirol-Görz als Slaneit erwähnt. Das Ausgangswort *Solanicum kann auf einen Personennamen (‚Gut des Solanus‘ o. ä.) oder auf die exponierte Lage für den Ostwind (lateinisch solanus) hindeuten.

## Sehenswürdigkeiten
Im Dorfzentrum befindet sich eine Valentinskirche, 1769 im einfachen Barockstil erbaut. Ihr frühmittelalterlicher Vorgängerbau ist das heute nur noch als Mauerruine erhaltene St.-Valentin-Kirchlein im Valteswald südlich des Ortes.